# Kratt

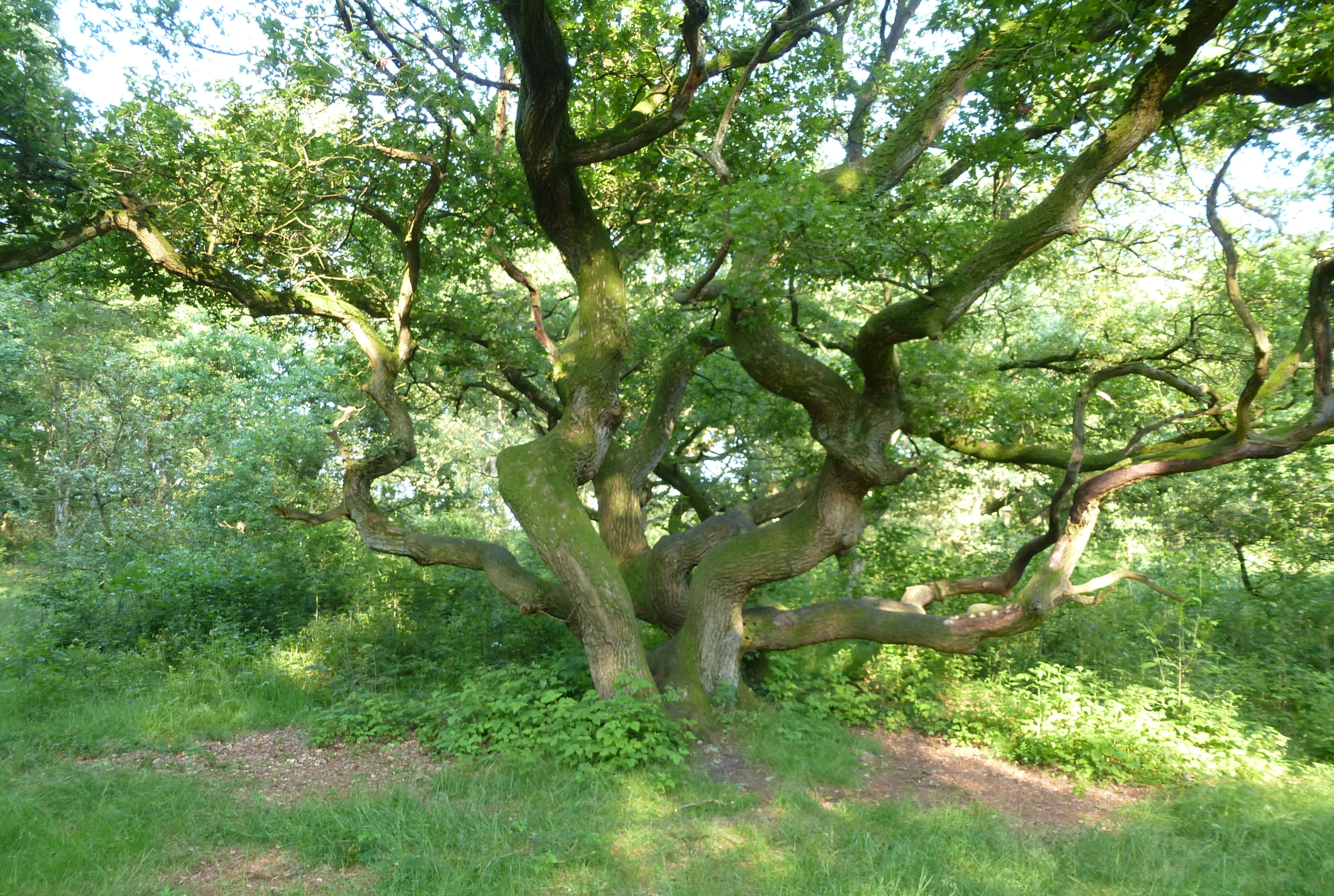
Kratteiche am Holzberg nahe Buchholz

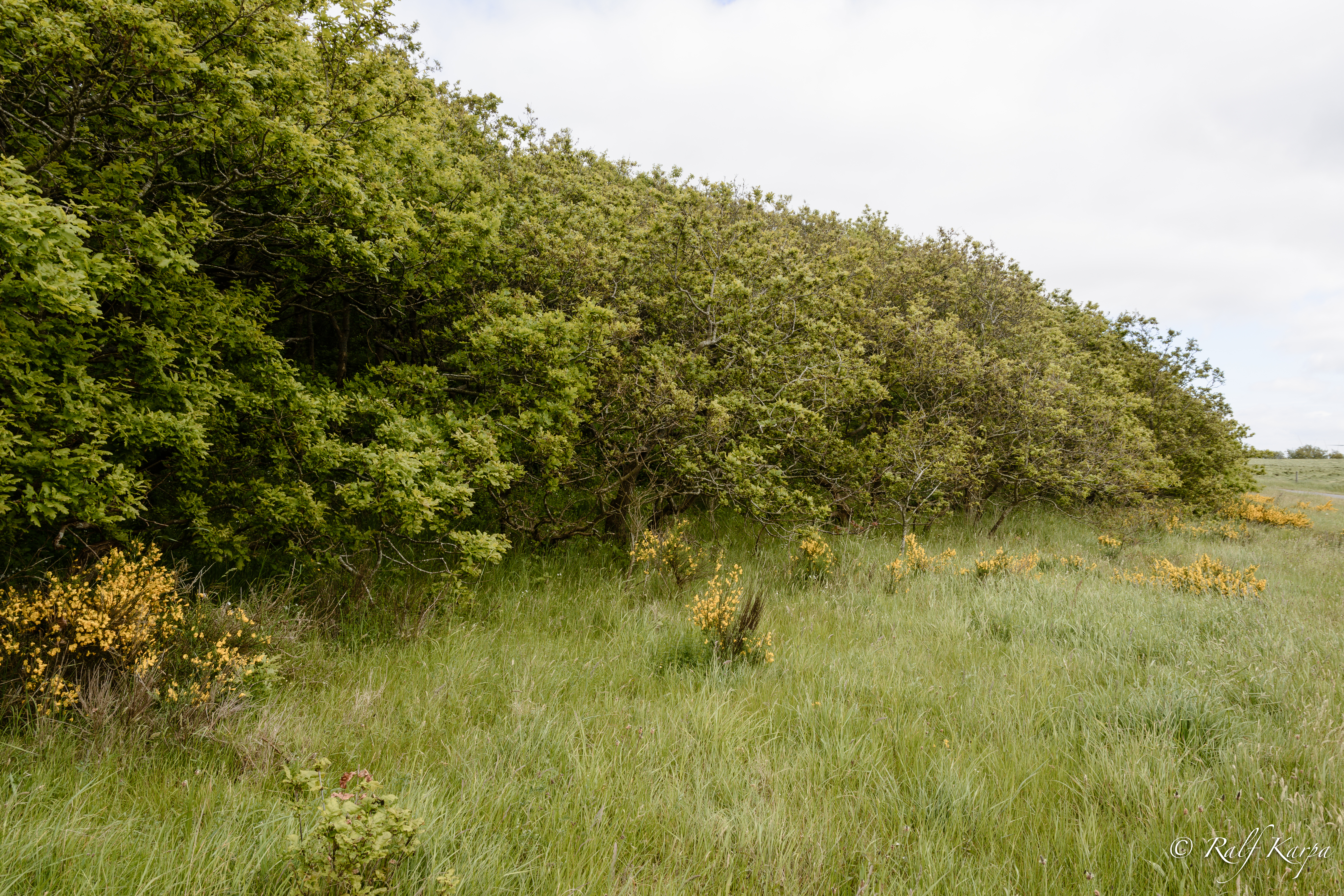
Eichenkrattwald bei Berensch, Cuxhaven

Kratt ist die norddeutsche Bezeichnung für einen Niederwald mit kleinen und zum Teil verschlungen verwachsenen Bäumen (vgl. dänisch Krat). 
Ein Kratt entsteht durch ungünstige Verhältnisse auf kargen Böden und starkem Wind ausgesetzten Flächen und durch die besondere Bewirtschaftungsform: Die Bäume wurden zur Gewinnung von Brennholz immer wieder „gekappt“ und konnten nur durch Stockausschlag weiterwachsen. Solche Bestände erreichen Höhen bis zu 3 m. Nur wenige Baumarten vertragen diese Nutzung und sind in den Kratts vertreten, u. a. Stieleiche, Zitterpappel, Wacholder, Faulbaum und Birke. Kratts mit einem hohen Anteil an Stieleiche werden auch als Eichenkratt bezeichnet. Bei Eichenkratts wurde zusätzlich die Rinde zur Herstellung von Gerberlohe gebraucht. 
Kratts haben aufgrund ihrer eigenen, seltenen und bedrohten Pflanzen- und Tierwelt einen hohen Wert für den Naturschutz. Da sie wegen der fortschreitenden Kultivierung an Zahl und Umfang abnahmen, sind einzelne schon früh unter Naturschutz gestellt worden, zum Beispiel das Eichkratt Schirlbusch bei Drelsdorf in Nordfriesland oder das Reher Kratt. Ein Eichenkratt ist auch auf der Düne Naturdenkmal Tateberg an der Lahe.
Die Bezeichnung Kratt hat sich in vielen Flur- und Straßennamen erhalten.